# Marko Trifković
Marko Trifković (właśc. Марко Трифковић, ur. 24 sierpnia 1864 w Belgradzie, zm. 26 lipca 1928 w Belgradzie) – serbski polityk i prawnik.

## Życiorys
Ukończył studia prawnicze na Uniwersytecie Belgradzkim, a następnie kształcił się w Berlinie i Zurychu. Po studiach podjął praktykę w sądzie w Valjevie i w Kruševacu, by następnie rozpocząć pracę jako adwokat w Belgradzie. Stamtąd trafił do ministerstwa gospodarki, gdzie pracował jako inspektor.
Był członkiem Partii Radykalnej, należał do jej władz centralnych. Od 1906 deputowany do parlamentu serbskiego. Od 1 lipca do 12 września 1912 był premierem rządu Serbii i jednocześnie ministrem spraw zagranicznych. Podał się do dymisji w przededniu I wojny bałkańskiej wskutek intryg Nikoly Pašicia. W 1918 był jednym z kandydatów do objęcia stanowiska pierwszego premiera Królestwa SHS, ale jego kandydaturę kwestionowali politycy chorwaccy. W latach 20. był zaliczany do najbardziej konserwatywnej frakcji w obrębie Partii Radykalnej.